# Raszujka (przystanek kolejowy)
Raszujka – przystanek osobowy w Raszujce na linii kolejowej nr 35, w województwie mazowieckim, w Polsce.

## Historia

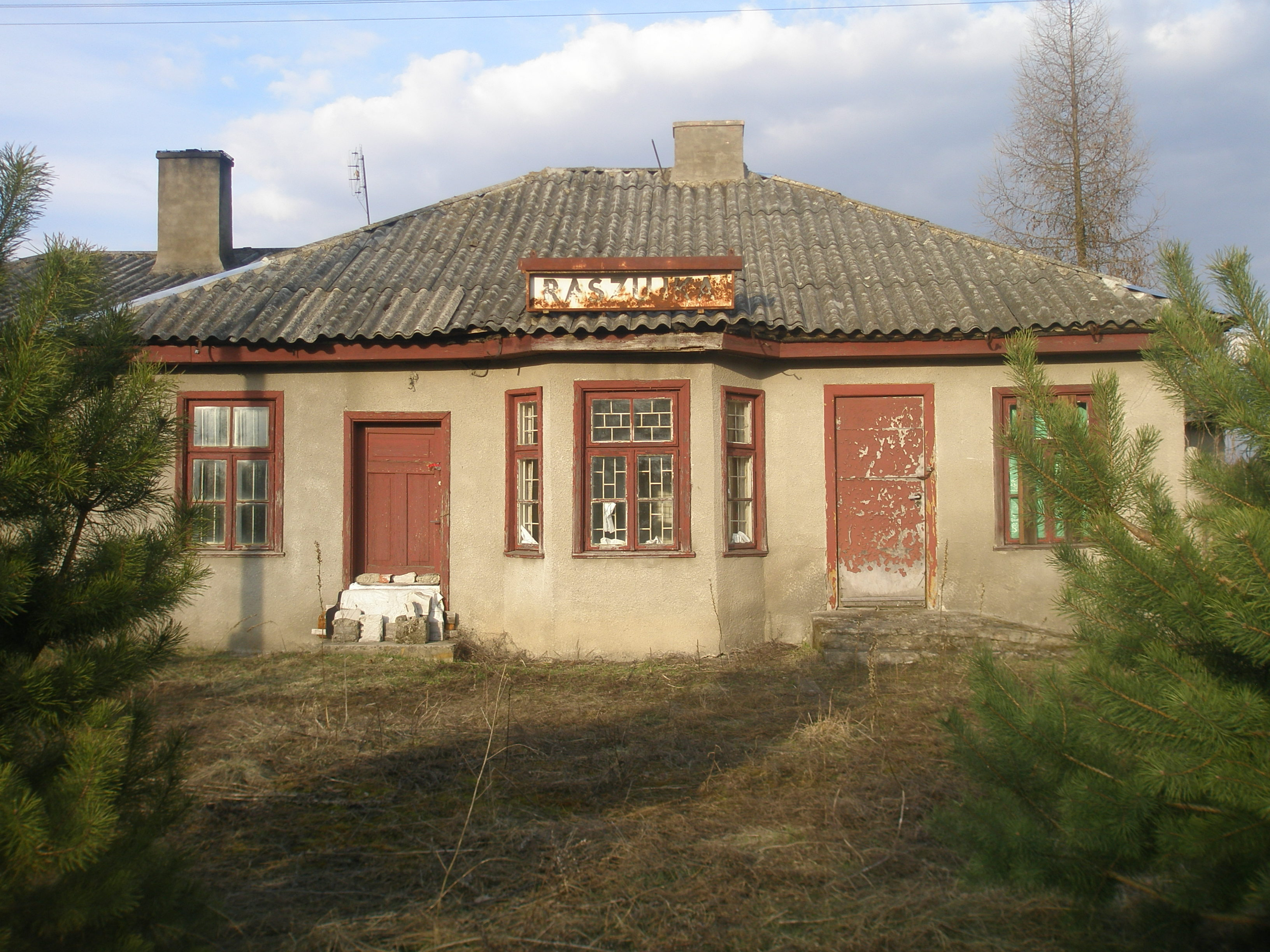
Budynek stacji (2011)

W 1915 armia niemiecka zbudowała kolejkę wąskotorową, a następnie normalnotorową na trasie Ostrołęka–Chorzele. Jedną ze stacji wyznaczono w Raszujce. Przystanek PKP (linia nr 35 Szczytno–Ostrołęka) istniał do 2001. Został odnowiony w ramach przywrócenia linii i remontu stacji w 2023.